# Seti (pare de Ramsès I)
Seti o Suti va ser un militar egipci de finals de la XVIII Dinastia (segle XIV aC). Va tenir el càrrec de comandant de l'exèrcit i, més tard, apareix esmentat com a djati en els monuments del seu fill, el faraó Ramsès I, fundador de la XIX Dinastia.

## Família
Seti era d'una família de tradició militar del delta del Nil. Segons una teoria, s'assembla a un enviat reial esmentat a les cartes d'Amarna com a Shuta. El seu germà Khaemuaset és probablement la mateixa persona que el portador reial i cap dels arquers de Kush, anomenat també Khaemuaset, que apareix esmentat en una estàtua que data del regnat de Tutankamon. L'esposa de Khaemuaset, Taemuadjsi, era mestressa de l'harem d'Amon i probablement fos la mateixa Taemuadjsi que era germana de Hui, virrei de Kush. Així doncs, Seti era membre d’una família molt destacada i, després que el faraó Horemheb escollís al seu fill Paramessu (el futur Ramsès I) com a successor, els seus descendents van fundar una de les dinasties més poderoses de l'antic Egipte.

## Representacions
Un fragment d'una estela votiva seva es troba avui a l'Institut Oriental de Chicago (OI 11456). Aquest fragment fa 115 cm d’amplada i 65-70 cm d’alçada; la part superior representa unes figures masculina i femenina assegudes, tot i que només se n'han conservat els peus. La seva part inferior mostra tres persones amb roba influenciada per l'estil d'Amarna, flanquejades per Khaemuaset i Ramesses, que aquí es diu Ramose. La inscripció de l'estela és: "una ofrena al ka d'Osiris-Suti, comandant de les tropes del Senyor de les Dues Terres".